# Trnávka (Košice)
Trnávka és un poble i municipi d'Eslovàquia a la regió de Košice. La primera referència escrita de la vila data del 1259.

## Demografia
| Godina             | 1994 | 2004   | 2014   | 2024   |
| ------------------ | ---- | ------ | ------ | ------ |
| Nombre de persones | 161  | 164    | 180    | 175    |
| Diferència         |      | +1,86% | +9,75% | −2,77% |

| Godina             | 2023 | 2024   |
| ------------------ | ---- | ------ |
| Nombre de persones | 169  | 175    |
| Diferència         |      | +3,55% |